# 匙叶小报春
匙叶小报春（学名：Primula praetermissa）为报春花科报春花属下的一个种。

## 扩展阅读
- 維基物種上的相關：匙叶小报春